# Elementos del grupo 5
| Grupo   | 5      |
| Periodo |        |
| 4       | 23 V   |
| 5       | 41 Nb  |
| 6       | 73 Ta  |
| 7       | 105 Db |
|         |        |

El grupo 5 (según la nomenclatura de IUPAC ) es un grupo de elementos químicos en la tabla periódica . El grupo 5 contiene vanadio (V), niobio (Nb), tantalio (Ta) y dubnio (Db). Este grupo se encuentra en el bloque d de la tabla periódica. El grupo en sí no ha adquirido un nombre trivial; pertenece al grupo más amplio de metales de transición.
Los tres elementos más ligeros del Grupo 5 se producen de forma natural y comparten propiedades similares; los tres son metales refractarios duros en condiciones estándar. El cuarto elemento, el dubnio, ha sido sintetizado en laboratorios, pero no se ha encontrado que ocurra en la naturaleza, siendo la vida media del isótopo más estable, el dubnio-268, de solo 29 horas, y otros isótopos aún más radiactivos. Hasta la fecha, no se han realizado experimentos en un supercolisionador para sintetizar el siguiente miembro del grupo, ya sea unpentseptium (Ups) o unpentennium (Upe). Como el unpentenio y el unpentenio son elementos tardíos del período 8  es poco probable que estos elementos se sinteticen en un futuro próximo.
Un elemento del grupo 5 es un elemento situado dentro de la tabla periódica en el grupo 5 que comprende los elementos:
- vanadio (23)
- niobio (41)
- tántalo (73)
- dubnio (105)

Estos elementos tienen en sus niveles electrónicos más externos 5 electrones. El dubnio no se encuentra en la naturaleza y se produce en el laboratorio, por lo que al hablar de las propiedades de los elementos del grupo 5, se suele obviar este elemento.

Elementos del grupo 5
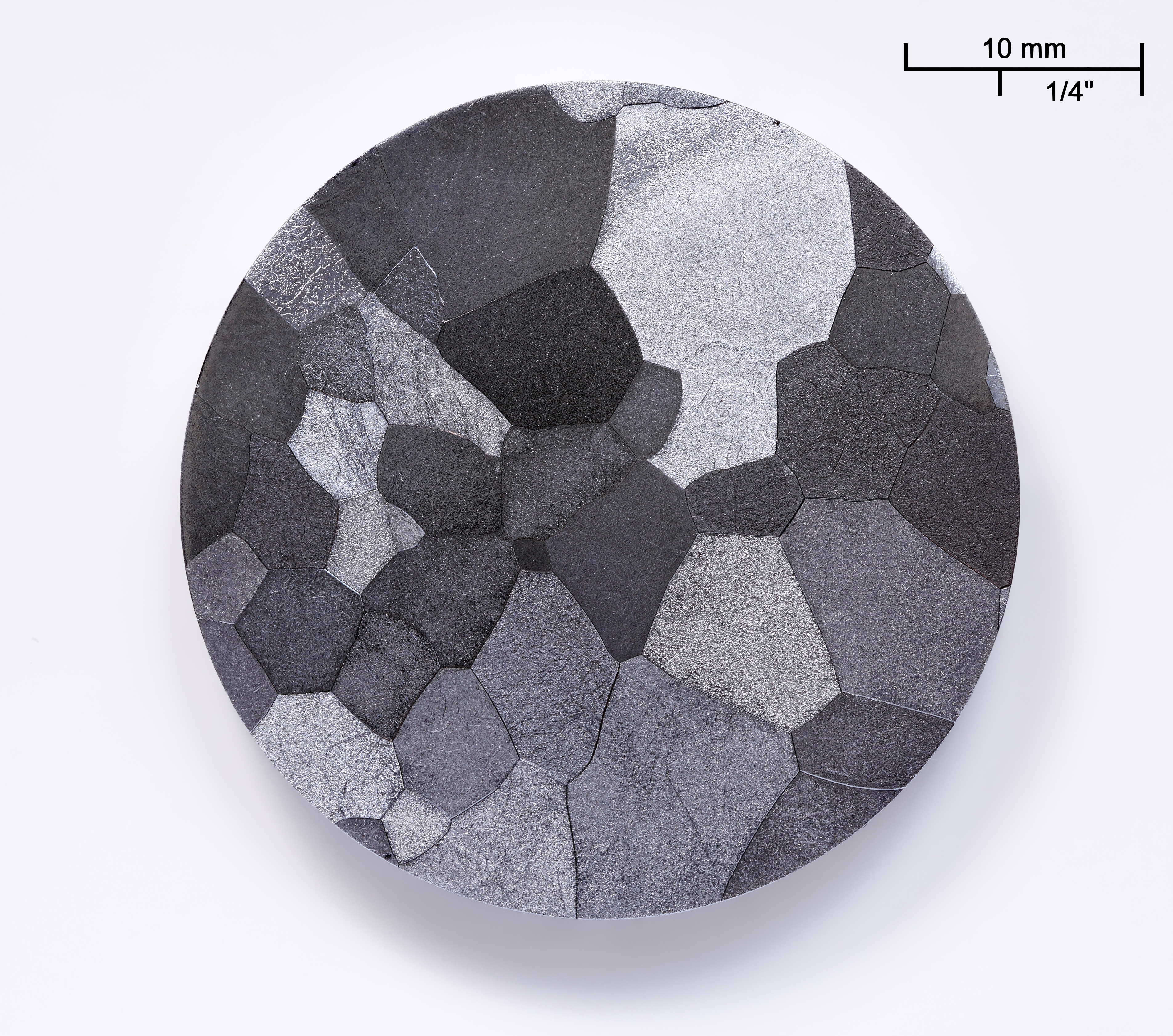
vanadio
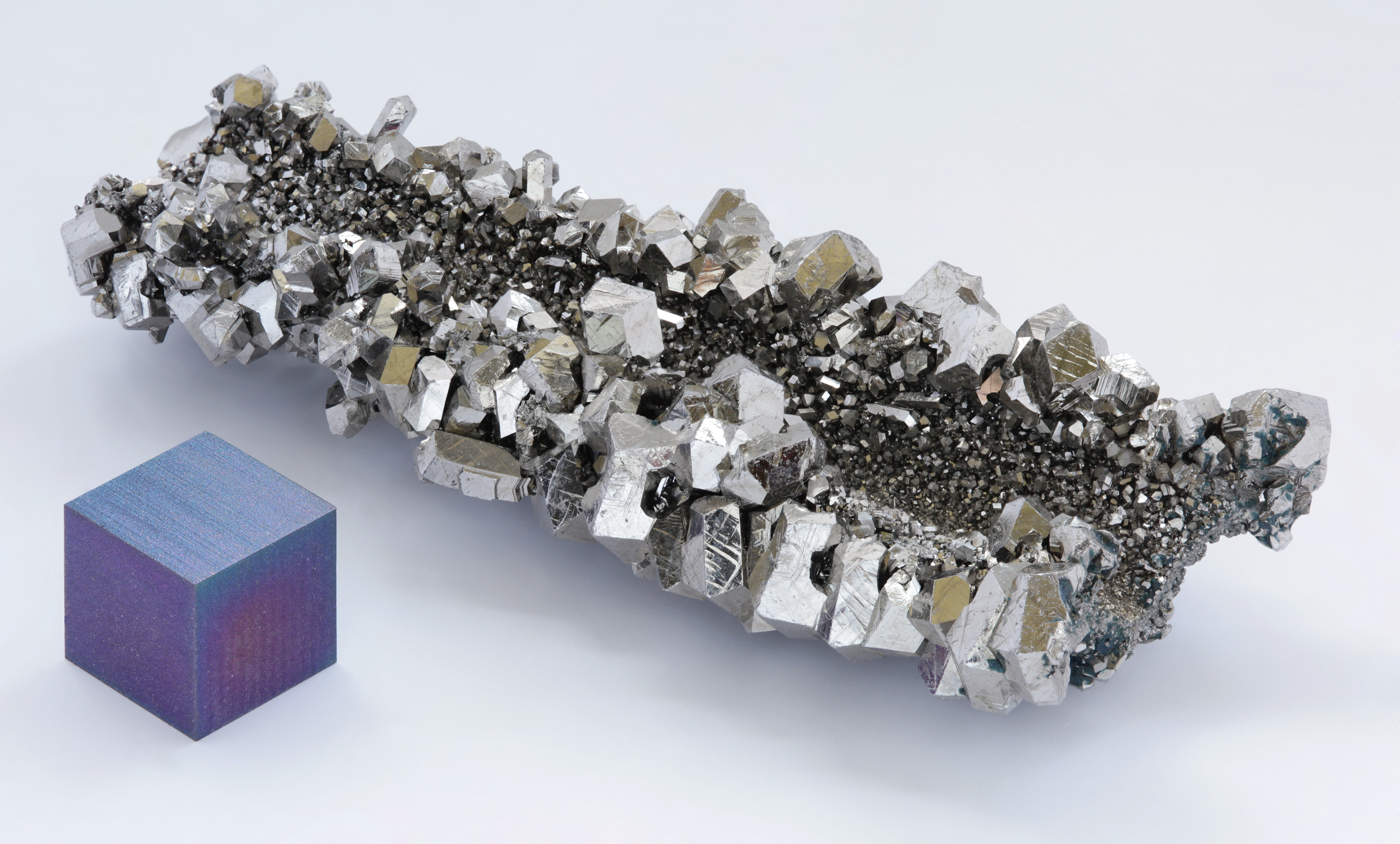
niobio
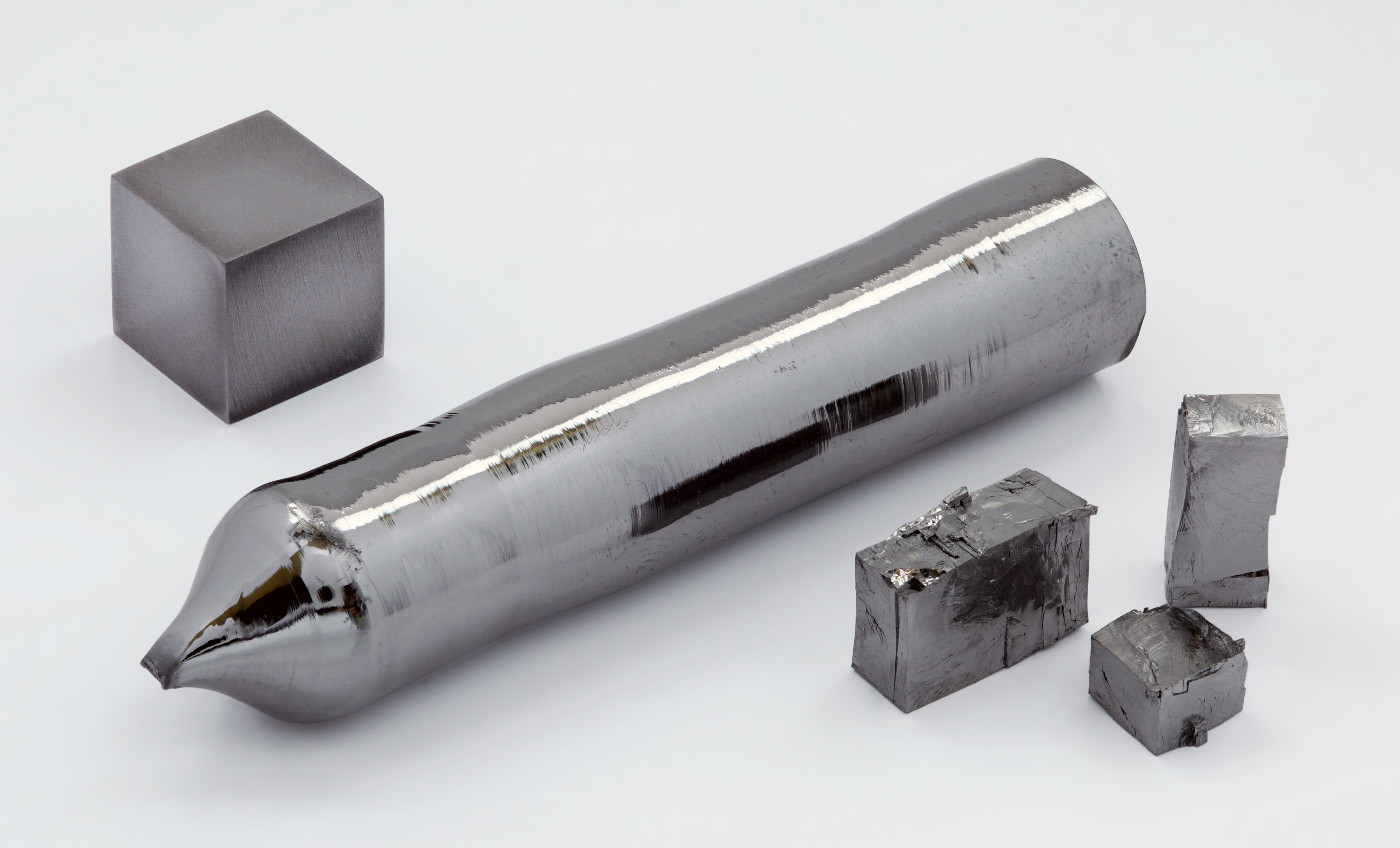
tántalo

## Características químicas
Al igual que otros grupos, los miembros de esta familia presentan patrones en su configuración de electrones, especialmente las capas externas, si bien curiosamente el niobio no sigue la tendencia:
| Z   | Elemento     | Número de electrones/capa | Configuración electrónica |
| --- | ------------ | ------------------------- | ------------------------- |
| 23  | V, vanadio   | 2, 8, 11, 2               | [Ar] 3d3 4s2              |
| 41  | Nb, niobio   | 2, 8, 18, 12, 1           | [Kr] 4d4 5s1              |
| 73  | Ta, tantalio | 2, 8, 18, 32, 11, 2       | [Xe] 4f14 5d3 6s2         |
| 105 | Db, dubnio   | 2, 8, 18, 32, 32, 11, 2   | [Rn] 5f14 6d3 7s2         |

La mayor parte de la química se ha observado solo para los primeros tres miembros del grupo, la química del dubnio no está muy establecida y, por lo tanto, el resto de la sección se ocupa solo del vanadio, niobio y tantalio. Todos los elementos del grupo son metales reactivos con un alto punto de fusión (1910 °C, 2477 °C, 3017 °C). La reactividad no siempre es obvia debido a la rápida formación de una capa de óxido estable, que evita reacciones posteriores, de manera similar a las tendencias en el Grupo 3 o Grupo 4. Los metales forman diferentes óxidos: el vanadio forma óxido de vanadio (II),  óxido vanadio (III), óxido de vanadio (IV) y óxido de vanadio (V), el niobio forma óxido de niobio (II) , óxido de niobio (IV) y óxido de niobio (V) , pero de los óxidos de tantalio solo se caracteriza el óxido de tantalio (V) . Los óxidos de metal (V) generalmente no son reactivos y actúan como ácidos en lugar de bases, pero los óxidos inferiores son menos estables. Sin embargo, tienen algunas propiedades inusuales para los óxidos, como una alta conductividad eléctrica.
Los tres elementos forman varios compuestos inorgánicos, generalmente en el estado de oxidación de +5. También se conocen estados de oxidación más bajos, pero son menos estables, disminuyendo su estabilidad con el aumento de la masa atómica.

## Propiedades físicas
Las tendencias en el grupo 5 siguen las de los otros grupos tempranos del bloque d y reflejan la adición de una capa f llena al núcleo al pasar del quinto al sexto período. Todos los miembros estables del grupo son metales refractarios de color azul plateado, aunque las impurezas de carbono, nitrógeno y oxígeno los vuelven quebradizos. Todos cristalizan en el sistema cristalino cúbico a temperatura ambiente, y se espera que el dubnio haga lo mismo.
La siguiente tabla es un resumen de las propiedades físicas clave de los elementos del grupo 5. El signo de interrogación quiere decir que son valores predichos.
| Nombre              | V, vanadio               | Nb, niobio                          | Ta, tántalo      | Db, dubnio   |
| ------------------- | ------------------------ | ----------------------------------- | ---------------- | ------------ |
| Punto de fusión     | 2183 K (1910 °C)         | 2750 K (2477 °C)                    | 3290 K (3017 °C) | Desconocido  |
| Punto de ebullición | 3680 K (3407 °C)         | 5017 K (4744 °C)                    | 5731 K (5458 °C) | Desconocido  |
| Densidad            | 6.11 g·cm−3              | 8.57 g·cm−3                         | 16.69 g·cm−3     | 21.6 g·cm−3? |
| Aspecto             | Metal azul gris plateado | Grisáceo metálico, azul al oxidarse | Gris azul        | Desconocido  |
| Radio atómico       | 135 pm                   | 146 pm                              | 146 pm           | 139 pm       |

## Historia
El vanadio fue descubierto en 1801 por Andrés Manuel del Río, un mineralogista mexicano nacido en España, en el mineral vanadinita. Luego de que otros químicos rechazaran su descubrimiento del erythronium él retiró su aseveración.
El niobio fue descubierto por el químico inglés Charles Hatchett en 1801.
El tantalio fue descubierto en 1802 por Anders Gustav Ekeberg. Sin embargo, se pensó que era idéntico al niobio hasta 1846, cuando Heinrich Rose demostró que los dos elementos eran diferentes. El tantalio puro recién pudo ser producido en 1903.
El dubnio fue producido por primera vez en 1968 en el Joint Institute for Nuclear Research bombardeando americio-243 con neón-22 y fue producido nuevamente en el Lawrence Berkeley Laboratory en 1970. Los nombres "neilsbohrium" y "joliotium" fueron propuestos para el elemento, pero en 1997, la IUPAC decidió el nombre del elemento dubnio.

### Etimologías
El vanadio debe su nombre a Vanadis (o Freyja), la diosa escandinava del amor. El niobio debe su nombre a Niobe, un personaje de la  mitología griega. El tantalio debe su nombre a Tantalus, un personaje de la mitología griega. El nombre del dubnio hace referencia a  Dubna, Rusia, sitio donde fue descubierto.

## Ocurrencia
Hay 160 partes por millón de vanadio en la corteza terrestre, lo que lo convierte en el elemento 19 más abundante allí. El suelo contiene en promedio 100 partes por millón de vanadio, y el agua de mar contiene 1,5 partes por mil millones de vanadio. Un ser humano típico contiene 285 partes por mil millones de vanadio. Se conocen más de 60 minerales de vanadio, incluidos vanadinita, patronita y carnotita.
Hay 20 partes por millón de niobio en la corteza terrestre, lo que lo convierte en el elemento número 33 más abundante allí. El suelo contiene en promedio 24 partes por millón de niobio y el agua de mar contiene 900 partes por cuatrillones de niobio. Un ser humano típico contiene 21 partes por billón de niobio. El niobio se encuentra en los minerales columbita y pirocloro.
Hay 2 partes por millón de tantalio en la corteza terrestre, lo que lo convierte en el elemento número 51 más abundante allí. El suelo contiene en promedio de 1 a 2 partes por billón de tantalio, y el agua de mar contiene 2 partes por billón de tantalio. Un ser humano típico contiene 2,9 partes por mil millones de tantalio. El tantalio se encuentra en los minerales tantalita y pirocloro.
El último elemento del grupo, el dubnio, no se produce de forma natural y tuvo que producirse mediante síntesis. La primera detección reportada fue por un equipo del Joint Institute for Nuclear Research (JINR) (Instituto Conjunto para la Investigación Nuclear), que en 1968 había producido el nuevo elemento bombardeando un objetivo de americio-243 con un haz de iones de neón-22, y reportó 9.4 MeV (con un vida media de 0,1 a 3 segundos) y actividades alfa de 9.7 MeV (t1/2 > 0.05 s) seguidas de actividades alfa similares a las de 261105 o 260105. Según predicciones teóricas anteriores, las dos líneas de actividad se asignaron a 261105 y 260105, respectivamente.

## Ocurrencias en los seres vivos
De los elementos del grupo 5, sólo se ha identificado que el vanadio desempeña un papel en la química biológica de los sistemas vivos, pero incluso él desempeña un papel muy limitado en la biología y es más importante en los entornos oceánicos que en la tierra.

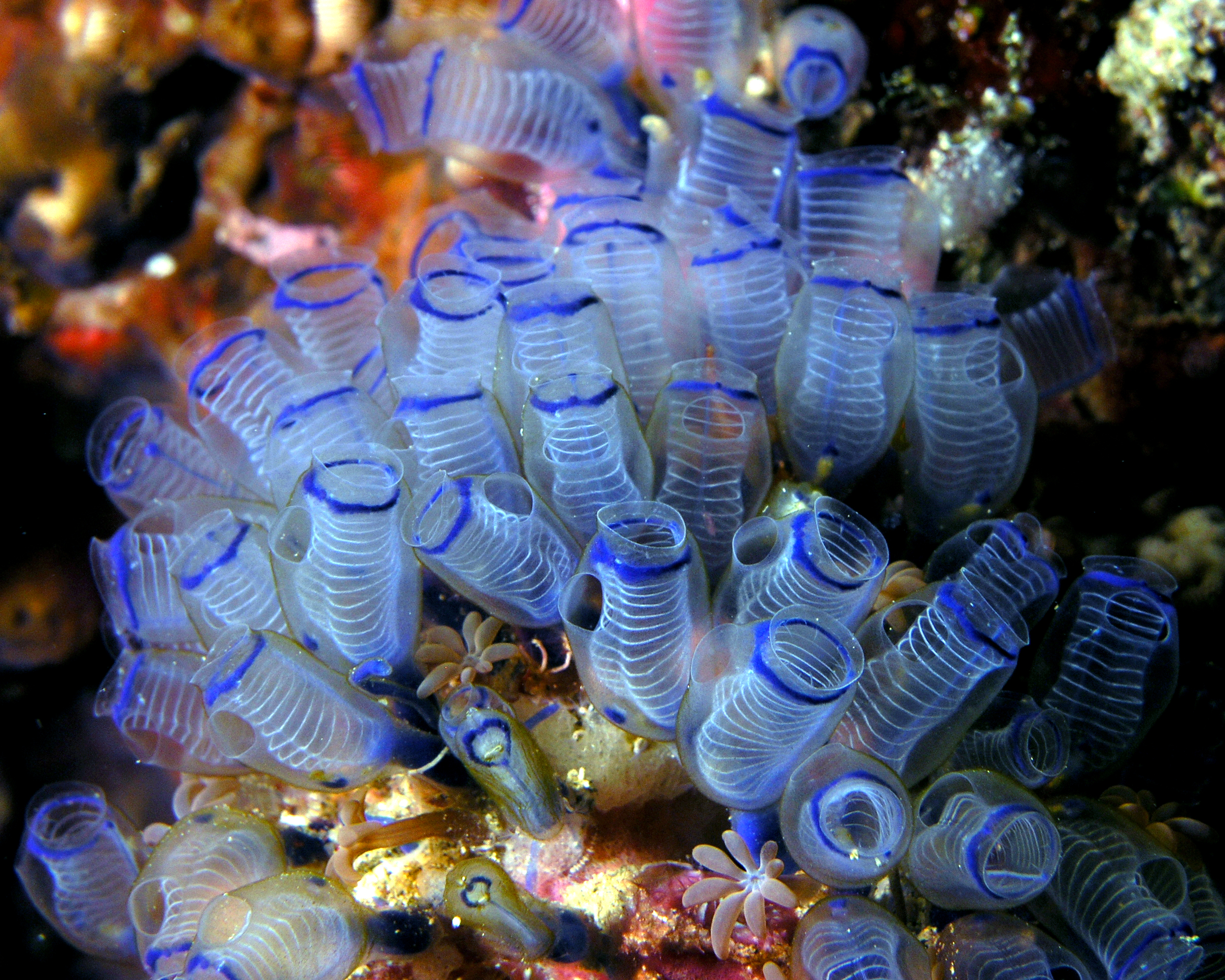
Los tunicados como este tunicado de campanilla contienen vanadio como vanabins.

El vanadio, esencial para las ascidias y los tunicados como vanabins, se conoce en las células sanguíneas de Ascidiacea (ascidias) desde 1911, en concentraciones de vanadio en su sangre más de 100 veces superiores a la concentración de vanadio en el agua de mar que los rodea. Varias especies de macrohongos acumulan vanadio (hasta 500 mg/kg de peso seco). La bromoperoxidasa dependiente de vanadio genera compuestos organobromados en varias especies de algas marinas.
También se sabe que las ratas y los pollos necesitan vanadio en cantidades muy pequeñas y sus deficiencias provocan un crecimiento reducido y problemas de reproducción. El vanadio es un suplemento dietético relativamente controvertido, principalmente para aumentar la sensibilidad a la insulina y el culturismo. El sulfato de vanadilo puede mejorar el control de la glucosa en personas con diabetes tipo 2. Además, el decavanadato y el oxovanadato son especies que potencialmente tienen muchas actividades biológicas y que han sido utilizadas con éxito como herramientas en la comprensión de varios procesos bioquímicos.

## Usos
El uso principal del vanadio son las aleaciones, como el acero al vanadio. Las aleaciones de vanadio se utilizan en resortes, herramientas, motores a reacción, blindajes y reactores nucleares. El óxido de vanadio le da a la cerámica un color dorado y otros compuestos de vanadio se utilizan como catalizadores para producir polímeros.
Se agregan pequeñas cantidades de niobio al acero inoxidable para mejorar su calidad. Las aleaciones de niobio también se utilizan en boquillas de cohetes debido a la alta resistencia a la corrosión del niobio.
El tantalio tiene cuatro tipos principales de aplicaciones. El tantalio se agrega al material de objetos expuestos a altas temperaturas, en dispositivos electrónicos, en implantes quirúrgicos y para manipular sustancias corrosivas.

## Toxicidad
No se sabe que el vanadio puro sea tóxico. Sin embargo, el pentóxido de vanadio causa irritación severa de los ojos, nariz y garganta.
Se cree que el niobio y sus compuestos son ligeramente tóxicos, pero no se sabe que haya ocurrido una intoxicación por niobio. El polvo de niobio puede irritar los ojos y la piel.
El tantalio y sus compuestos rara vez causan lesiones y, cuando lo hacen, las lesiones suelen ser erupciones cutáneas.